# Viburnum (Misuri)
Viburnum es una ciudad ubicada en el condado de Iron en el estado estadounidense de Misuri. En el Censo de 2010 tenía una población de 693 habitantes y una densidad poblacional de 154,93 personas por km².

## Geografía
Viburnum se encuentra ubicada en las coordenadas 37°42′54″N 91°7′51″O / 37.71500, -91.13083. Según la Oficina del Censo de los Estados Unidos, Viburnum tiene una superficie total de 4.47 km², de la cual 4.45 km² corresponden a tierra firme y (0.58%) 0.03 km² es agua.

## Demografía
Según el censo de 2010, había 693 personas residiendo en Viburnum. La densidad de población era de 154,93 hab./km². De los 693 habitantes, Viburnum estaba compuesto por el 98.12% blancos, el 0.43% eran afroamericanos, el 0.58% eran amerindios, el 0% eran asiáticos, el 0% eran isleños del Pacífico, el 0.14% eran de otras razas y el 0.72% pertenecían a dos o más razas. Del total de la población el 1.15% eran hispanos o latinos de cualquier raza.